# Осветници (израелска паравојна формација)
Осветници (хебр. נקם  , 'освета') била је паравојна организација од педесетак преживелих Холокауста који су, после 1945. године, тражили освету за убиство шест милиона Јевреја током Холокауста. Предвођена Абом Ковнером, група је настојала да убије шест милиона Немаца у облику неселективне освете, „нација за нацију“. Ковнер је отишао у мандат над Палестином како би обезбедио велике количине отрова за тровање водовода да би убио велики број Немаца. Његови следбеници су се инфилтрирали у водоводни систем Нирнберга. Међутим, Ковнер је ухапшен по доласку у британску зону окупиране Немачке и морао је да баци отров преко палубе.
Након овог неуспеха, Осветници су се окренули „плану Б”, циљајући немачке ратне заробљенике које је војска Сједињених Држава држала у америчкој зони. Набављали су арсен локално и инфилтрирали се у пекаре које су снабдевале ове заробљеничке логоре. Завереници су отровали 3.000 векни хлеба у Konsum-Genossenschaftsbäckerei (пекари потрошачке задруге) у Нирнбергу, која је разболела више од 2.000 немачких ратних заробљеника у логору Лангвасер. Међутим, групи се не може приписати ниједан познати смртни случај. Иако неки сматрају да су Осветници били терористичка организација, немачки јавни тужиоци су 2000. године одбацили случај против двојице њених чланова због „необичних околности“.

## Позадина
Током Холокауста, нацистичка Немачка, њени савезници и сарадници убили су око шест милиона Јевреја, на разне методе, укључујући масовна стрељања и гасење. Жеља за осветом, било против нацистичких ратних злочинаца или целог немачког народа, била је широко распрострањена. Од касне 1942. године, када су вести о Холокаусту стизале у Мандатарну Палестину, јеврејске новине су биле пуне позива на одмазду. Један од вођа устанка у Варшавском гету, Јицак Закерман, касније је рекао да "не познаје Јевреја који није био опседнут осветом". Међутим, врло мали број преживелих је реаговао на ове фантазије, уместо тога фокусирајући се на обнову својих живота и заједница и обележавање сећања на оне који су погинули. Све у свему, израелска историчарка Дина Порат процењује да је око 200 или 250 преживелих Холокауста покушало да изврши насилну освету, од којих је значајан део био у Осветницима. Укључујући атентате које је извео Мосад, ове операције су однеле животе од чак 1.000 до 1.500 људи.

## Формирање организације
Године 1945. Аба Ковнер је, након што је посетио место масакра у Понарима и логор за истребљење у Мајданеку, и упознао преживеле из Аушвица у Румунији, одлучио да се освети. Он је регрутовао око 50 преживелих Холокауста, углавном бивших јеврејских партизана, али укључујући и неколико оних који су побегли у Совјетски Савез. Регрутовани због своје способности да живе прикривено и да се не сломе, већина је била у раним двадесетим и потичу из Вилњуса, Ровна, Ченстохове или Кракова.
Чланови групе су веровали да пораз нацистичке Немачке не значи да су Јевреји сигурни од још једног геноцида на нивоу холокауста. Ковнер је веровао да је пропорционална освета, убијање шест милиона Немаца, једини начин да се непријатељи Јевреја науче да не могу некажњено деловати: „Тај чин би требало да буде шокантан. Немци треба да знају да после Аушвица нема повратка у нормалност“. Према речима преживелих, Ковнерова „хипнотичка“ елоквенција је ставила речи на емоције које су осећали. Чланови групе су сматрали да тадашњи закони нису били у стању да адекватно казне тако екстреман догађај као што је холокауст и да се потпуни морални банкрот света може излечити само катастрофалним ретрибутивним насиљем. Порат претпоставља да су Осветници били "неопходна фаза" пре него што би огорчени преживели били спремни "да се врате животу друштва и закона".
Вође групе су формирале два плана: план А, да се убије велики број Немаца, и план Б, да се отрује неколико хиљада СС заробљеника у америчким логорима за ратне заробљенике. Из Румуније Ковнерова група је отпутовала у Италију, где је Ковнер био топло примљен од војника Јеврејске бригаде који су желели да помогне у организацији Алија Бет (илегална имиграција у Мандатарну Палестину). Ковнер је то одбио јер је већ био спреман за освету. Осветници су развили мрежу подземних ћелија и одмах кренули у прикупљање новца, инфилтрирање у немачку инфраструктуру и обезбеђивање отрова. Група је примила велику залиху немачке фалсификоване британске валуте од емисара Хашомера Хацаира, приморала је шпекуланте да дају допринос, а такође је добила нешто новца од симпатизера у Јеврејској бригади.